# 진흙소를 타고
《진흙소를 타고》는 1987년 4월 15일, 민음사에서 발행한, 최승호 (시인)의 세 번째 시집이다.
혼탁한 세상, 진흙을 뒤집어쓰고 허물어져 가도 자유롭게…… 이 세 번째 시집은 그러한 발걸음의 흔적일 것이다.— 최승호 (시인), 자서(自序)